# استیو د شازر
استیو د شازر (به انگلیسی: Steve de shazer) (۲۵ ژوئن ۱۹۴۰، میلواکی - ۱۱ سپتامبر ۲۰۰۵، وین) روان درمان گر، نویسنده، توسعه دهنده و یکی از پیشگامان درمان راه حل مدار کوتاه مدت بود. او در سال 1978 مرکز خانواده درمانی کوتاه مدت را (BFTC) به همراه همسرش اینسو کیم برگ در میلواکی، ویسکانسین پایه‌گذاری کرد.
او مؤلف شش کتاب تأثیرگذار بود، که به چهارده زبان ترجمه شد؛ مقالات بسیاری نوشت و کنفرانس‌های بین‌المللی بسیاری برگزار کرد.
د شازر در حالی که در یک تور آموزشی مشاوره‌ای در اروپا به سر می‌برد، در وین درگذشت.
د شازر برادرزاده‌ای به نام تونی د شازر و دو خواهرزاده به نام‌های آلودی و امیلی دارد.